# Michael Sacher

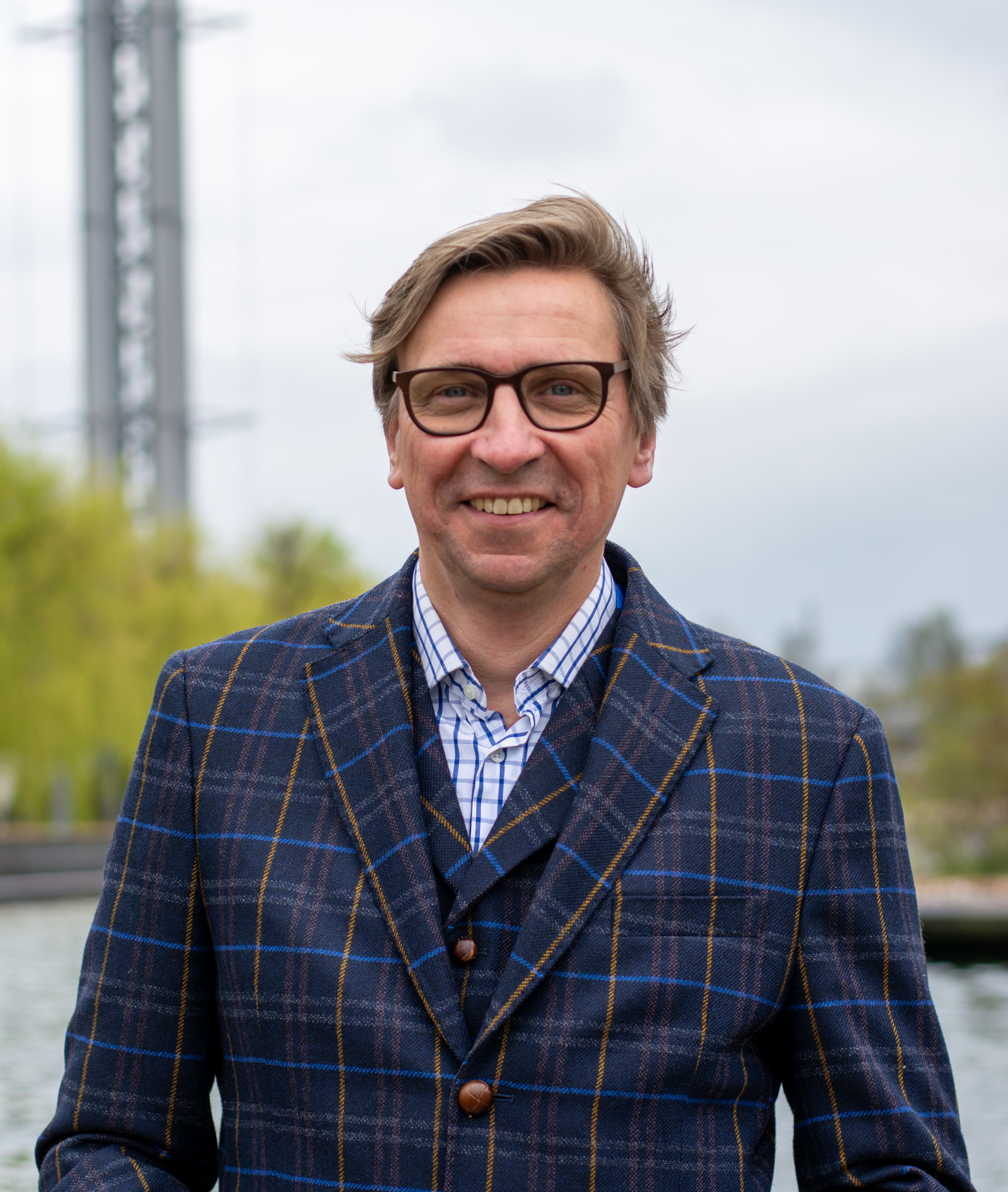
Michael Sacher (2023)

Michael Sacher (* 1. September 1964 in Dortmund) ist ein deutscher Politiker (Bündnis 90/Die Grünen). Er war von 2022 bis 2025 Mitglied des Deutschen Bundestages.

## Leben
Sacher war bis zu seinem Einzug in den 20. Deutschen Bundestag als selbstständiger Buchhändler in Unna tätig dieser Beschäftigung geht er seit 2025 wieder nach. Seit 2009 ist er Mitglied des Stadtrates von Unna; von 2020 bis 2022 war er zudem erster stellvertretender Bürgermeister von Unna. Bei der Bundestagswahl 2017 trat er als Direktkandidat für die Grünen im Bundestagswahlkreis Unna I an. Er verfehlte den Einzug in den Bundestag. Bei der Bundestagswahl 2021 trat er auf Landeslistenplatz 28 und erneut als Direktkandidat im Wahlkreis Unna I an. Zunächst wurde Sacher über die Landesliste in den Bundestag gewählt, bei Nachzählungen stellte sich jedoch heraus, dass ihm 200 Stimmen für den Einzug fehlten. Als erster Nachrücker auf der Landesliste der Grünen rückte er am 30. Juni 2022 für Oliver Krischer nach, der ein Ministeramt in der nordrhein-westfälischen Landesregierung übernahm.
Er war im 20. Deutschen Bundestag Obmann und ordentliches Mitglied im Ausschuss für die Angelegenheiten der Europäischen Union und stellvertretendes Mitglied im Ausschuss für Klimaschutz und Energie, im Wirtschaftsausschuss sowie im Ausschuss für Kultur und Medien.
Sacher ist verheiratet und hat eine Tochter.